# Ficedula buruensis
Ficedula buruensis là một loài chim trong họ Muscicapidae.